# Психологический дистресс

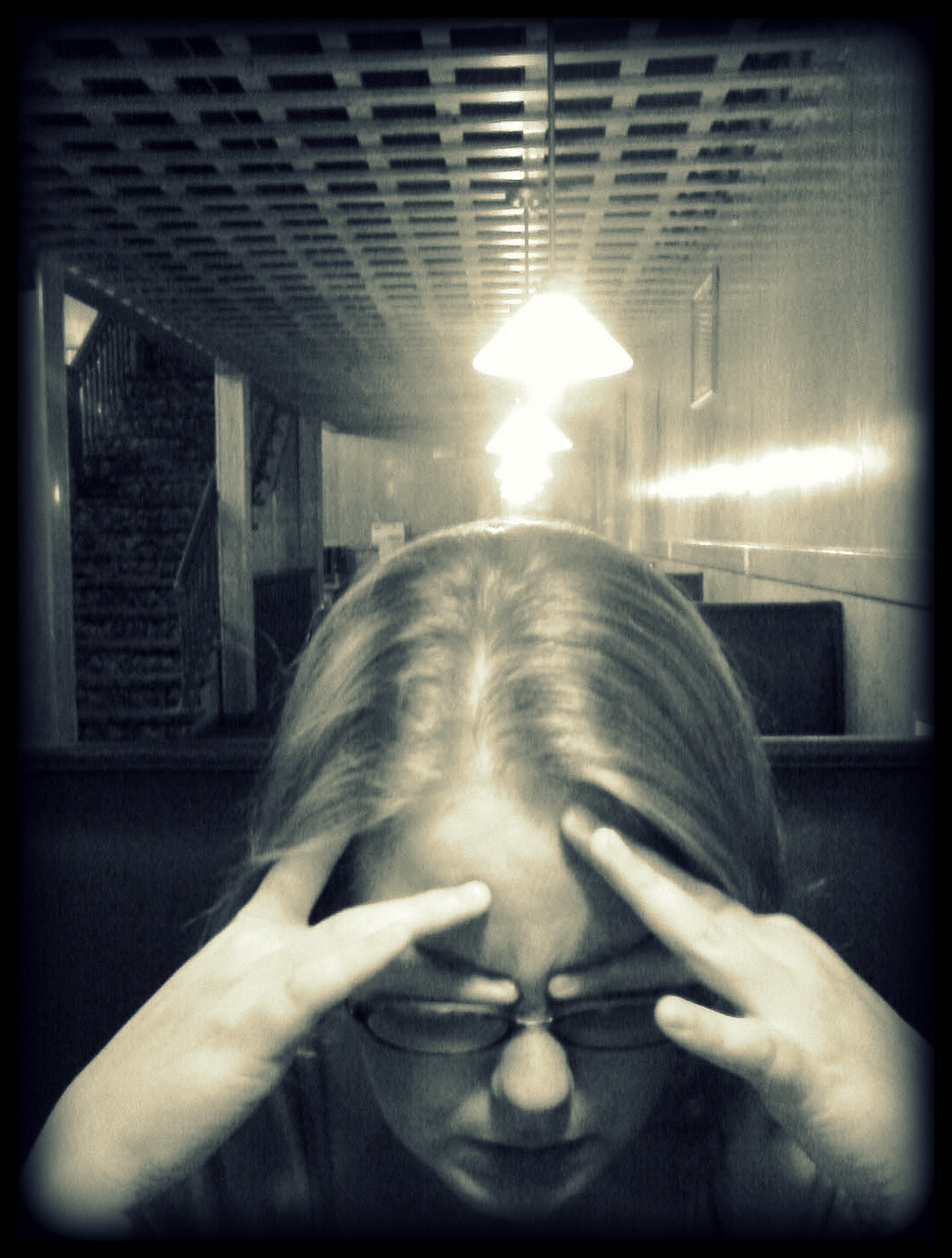
Женщина, изображающая состояние дистресса

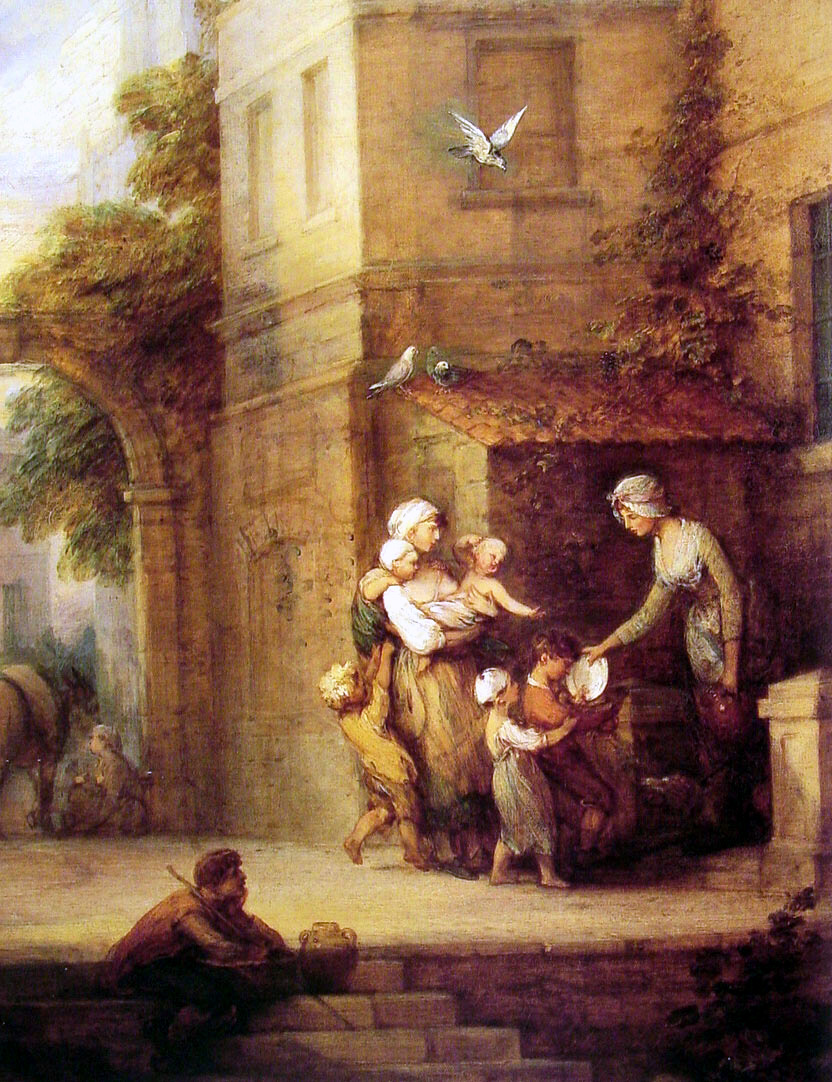
Благотворительность, снимающая стресс перегруженной матери

Психическое расстройство или психологический дистресс включает в себя симптомы и переживания внутренней жизни человека, которые, как принято считать, вызывают беспокойство, сбивают с толку или выбивают из колеи. Психический дистресс может привести к изменению поведения, негативно повлиять на эмоции человека и повлиять на его отношения с окружающими людьми.
Определённый травмирующий жизненный опыт (например, тяжёлая утрата, стресс, недостаток сна, употребление наркотиков, нападение, жестокое обращение или несчастные случаи) может вызвать психический дистресс. Люди, принадлежащие к уязвимым группам населения, могут подвергаться дискриминации, которая повышает риск возникновения у них психического расстройства. Это может быть что-то, что проходит без дальнейшего медицинского вмешательства, хотя у людей, которые испытывают такие симптомы в течение длительного времени, чаще диагностируется психическое заболевание. Это определение не лишено противоречий, поскольку некоторые специалисты в области психического здоровья используют термины «психический дистресс» и «психическое расстройство» как взаимозаменяемые. Некоторые потребители услуг в области психического здоровья предпочитают термин «психический дистресс» при описании своего опыта, поскольку считают, что он лучше передаёт ощущение уникального и личного характера их опыта, а также делает его более понятным, поскольку каждый человек испытывает дистресс в разное время. Этот термин также лучше согласуется с социальной моделью инвалидности.